# Гарсес, Мартин
Марти́н Гарсе́с де Марси́лья (исп. Martín Garcés de Marcilla; 1-я половина XVI века, Королевство Арагон? — 7 февраля 1601, Валлетта) — 52/53-й Великий магистр ордена госпитальеров (1595—1601).

## Орфография и передача имени
- лат. Fratri Martino Garzes[2][3] (в эпитафии на надгробье)
- итал. Martino Garzes[2]
- фр. Martin Garzes[4]
- фр. Martin Garzez[5]
- исп. Frey Martin Garzez[6]
- исп. Martín Garcés[7][8] в современной испанской орфографии, что даёт русский вариант Мартин Гарсес, но ни в коем случае не Мартин Гарзез[1].

## Биография
Точные дата и место рождения неизвестны. Некоторые испанские источники указывают первую половину XVI века. Происходил из благородной арагонской семьи Гарсес. Родословная связана с фамилией Гарсес де Барбастро (Garcés de Barbastro), которая вместе с семьёй Гарсес де Сабиньян (Garcés de Sabiñán) происходит от одного генеалогического древа.
Гуго де Лубенс Вердала умер 4 мая 1595 года. 8 мая того же года следующим великим магистром Мальтийского ордена был избран Мартин Гарсес из «языка» Арагона (исп. de la lengua de Aragón; фр. de la Langue d’Arragon; итал. della Lingua d’Aragona; так именовалась одна из восьми национальных провинций ордена). Гарсес был сеньором Ампосты, также комендантом Ампосты (исп. Castellán de Amposta; итал. Castellano d’Emposta; фр. châtelain d’Emposte). В служебной иерархии ордена данная должность приравнивалась к приору провинций Арагона, Валенсии и Каталонии.
У нового главы ордена не было фаворитов, он не принадлежал ни к одной из противоборствовавших орденских партий, ко всем относился одинаково, благодаря примирительному характеру старался уладить внутренние конфликты и установить гармонию в ордене; правление его было благоприятным как для рыцарей, так и для народа. 
В 1597 году созвал Генеральный капитул. В правление Гарсеса были приняты важные постановления. Первым был эдикт об освобождении рыцарей любого языка, сражавшихся против вторжения турок в Венгрию в 1597 году, от обязательного прохождения службы на судах ордена. Госпитальеры встали на защиту христианского населения от притеснений мусульманами. Вторым стал декрет о требованиях к желающим вступить в орден, основанный на прецеденте с выходцами из знатных родов Швейцарии. Детей из швейцарских семей было разрешено принимать в приорат Германии при предоставлении законных доказательств благородного происхождения трёх последовательных поколений (отцов/матерей, дедов/бабушек, прадедов и прабабушек), их католического вероисповедания. Но для швейцарцев обладание их предками воинскими званиями офицеров приравнивалось к благородному происхождению. 
Помимо того, также как и его предшественники и последователи, Мартин Гарсес занимался благоустройством и укреплением островов Мальтийского ордена. В конце XVI века было завершено строительство замка на острове Гоцо, под руководством Гасереса были возведены фортификационные сооружения и несколько фортов. Третью часть своего имущества великий магистр завещал на строительство нового форта на острове Гоцо. Форт был завершён пять лет спустя и получил название Сан-Мартин.
В 1600 году был упразднён бальяж Армении (фр. Bailliage d’Armenie), а языки Италии и Германии оспаривали друг у друга права на приорат Венгрии; папский инквизитор изо дня в день посягал на власть великого магистра, вызывая в ответ нетерпимость и ненависть рыцарей-иоаннитов.
Великий магистр умер 7 февраля 1601 года, но имеются указания на день смерти 6 февраля. Похоронен в Валлетте в соборе св. Иоанна. Эпитафия и описание отчеканенных во время его правления золотых и серебряных монет приведены в книге «Анналы Мальтийского ордена» (Annales de l’Ordre de Malte).